# Tillandsia orogenes
Tillandsia orogenes là một loài thuộc chi Tillandsia. Đây là loài bản địa của México.